# Can Serradavall
Can Serradavall és una masia situada al municipi de la Vall de Bianya, a la comarca catalana de la Garrotxa, a una altitud de gairebé 600 msnm.